# The Crusader (film 1922)
The Crusader è un film muto del 1922 diretto da Howard M. Mitchell. La sceneggiatura di William K. Howard e di John Stone si basa sull'omonimo racconto di Alan Sullivan pubblicato su Popular Magazine il 20 marzo 1916.

## Trama
Peter Brent, dopo avere scoperto l'argento nel distretto minerario di Cobalt, chiede a Jim Symonds di aiutarlo a mettere in luce la vena. La miniera però si rivela infruttuosa; nonostante ciò, Symonds vende lo stesso delle azioni agli abitanti della zona ingannando la loro fiducia. Uno dei disonesti amici di Symonds provoca un incidente che coinvolge Brent, intrappolato e sepolto in una caverna. Il giovane verrà salvato dall'intervento di suo padre. Riuscirà quindi a costringere Symonds a restituire il denaro estorto subdolamente rifondendolo ai cittadini imbrogliati.

## Produzione
Il film fu prodotto dalla Fox Film Corporation.

## Distribuzione
Il copyright del film, richiesto dalla Fox Film Corp., fu registrato il 10 settembre 1922 con il numero LP19156.

Distribuito dalla Fox Film Corporation e presentato da William Fox, il film uscì nelle sale statunitensi il 10 settembre 1922. La Fox Film Company lo distribuì nel Regno Unito (10 marzo 1924) e in Canada.
Copia completa della pellicola si trova conservata nel National Film and Sound Archive di Canberra.